# 北風サマー
「北風サマー」（きたかぜサマー）はA.F.R.Oのメジャー1枚目のシングル。トイズファクトリーから2012年7月4日に発売された。

## 収録曲
1. 北風サマー [4:31]
  - 作詞・作曲 : A.F.R.O
2. サヨナラはいつもそばにいて [4:25]
  - 作詞・作曲 : A.F.R.O
3. E.Z.O Dance [4:22]
  - 作詞・作曲 : A.F.R.O